# Gustav von Arthaber
Gustav Adolph Edler von Arthaber (Wenen, 21 oktober 1864 – 29 april 1943) was een Oostenrijks paleontoloog.
Gustav was het jongste kind van Elise Clauß en Rudolf von Arthaber, een vermogende nazaat van een oud Weens patriciërsgeslacht. Hij kreeg tot zijn veertiende onderwijs op een kostschool in Schnepfental, en doorliep daarna het Wasagymnasium in Wenen waarna hij aan de Universiteit van Wenen natuurwetenschappen ging studeren. Daar legde hij al snel een bijzondere voorliefde voor geologie en paleontologie aan de dag. In 1892 promoveerde hij; in 1897 diende hij bij de filosofische faculteit zijn Habilitationsschrift in. In 1907 werd hij er aangesteld als buitengewoon hoogleraar, in 1921 als professor.
Omdat Von Arthaber zeer welgesteld was, kon hij zich zijn hele leven aan zijn studies wijden, die zich vooral richtten op paleontologische vondsten in de Oostenrijkse alpen. Hij was ook erg ijdel en volgens een bekende anekdote zou dat de loop van zijn carrière van veldwerk in de richting van theorievorming gedwongen hebben: op expeditie in de bergen met de grote Oostenrijkse geoloog Alexander Bittner zou de laatste, zelf trots op zijn morsige uiterlijk, tot zijn afgrijzen ontdekt hebben dat Von Arthaber niet alleen schoenpoets maar zelfs een snorophouder in zijn ransel meedroeg. Hierna maakte hij het onmogelijk dat zo'n fat een aanstelling kreeg bij de geologische rijksdienst. In plaats daarvan werd Von Arthaber assistent aan het Hofmuseum en in 1899 adjunct van het Paleontologisch Instituut van de Universiteit van Wenen. Daar zou hij tot 1933 actief zijn, tot hij met pensioen ging. In 1908 was hij een van de oprichters van de Geologische Gesellschaft, waarvan hij van 1918 tot 1920 het voorzitterschap bekleedde. Van 1931 tot 1936 was hij president van de Geographische Gesellschaft.
Von Arthaber maakte ook vele reizen, vooral in Europa, maar in 1897 ook naar Armenië. Een expeditie naar Antarctica zou in 1914 wegens het uitbreken van de Eerste Wereldoorlog geen doorgang vinden.
Von Arthaber heeft vele publicaties op zijn naam staan. Tegenwoordig is hij vooral bekend vanwege zijn studies naar de pterosauriërs, zoals Studien über Flugsaurier auf Grund der Bearbeitung des Wiener Exemplares von Dorygnathus Banthensis Theod. (1919) en Über Entwicklung, Ausbildung und Absterben der Flugsaurier (1921) die tot de publicaties vanaf 1968 door Peter Wellnhofer de standaardwerken op dit gebied zouden blijven. Hij beschreef ook uitgebreid de vondsten van anderen, zoals de collecties van baron Franz Nopcsa en het fossiel materiaal dat de Timorexpeditie van de Nederlandse geoloog Hagen Garreld Jonker zou opleveren.